# 원반던지기
원반던지기(圓盤 던지기)는 지름이 2.5m인 서클 안에서 몸을 빙그르 돌리다가 원반을 던진 거리를 겨루는 경기이다. 원반던지기는 고대 올림픽 때부터 시행했는데, 중요한 것은 팔힘, 서클 안에서의 회전 속도, 마지막 왼발을 축으로 하는 점프이며, 순발력과 스피드가 요구된다. 던지기 유효 범위의 각도는 45이다. 원반의 무게는 남자 2kg 이상, 여자 1kg 이상, 남자 주니어 1.5kg 이상이며, 원반의 지름은 남자용 219-221mm, 여자용 180-182mm이다.
현재 세계 기록은 74m35인데 미콜라스가 지난 4월 수립한 것이다. 현재 세계랭킹 1위 또한 미콜라스다.

## 명칭
- 한국에서는 일제강점기 시절 일본의 영향으로 원반투(圓盤投)라는 명칭을 사용했었다.[2]